# Xystrocera fuscomaculata
Xystrocera fuscomaculata là một loài bọ cánh cứng trong họ Cerambycidae.